# Niederwald bei Rüdesheim
Pour les articles homonymes, voir Niederwald (homonymie).

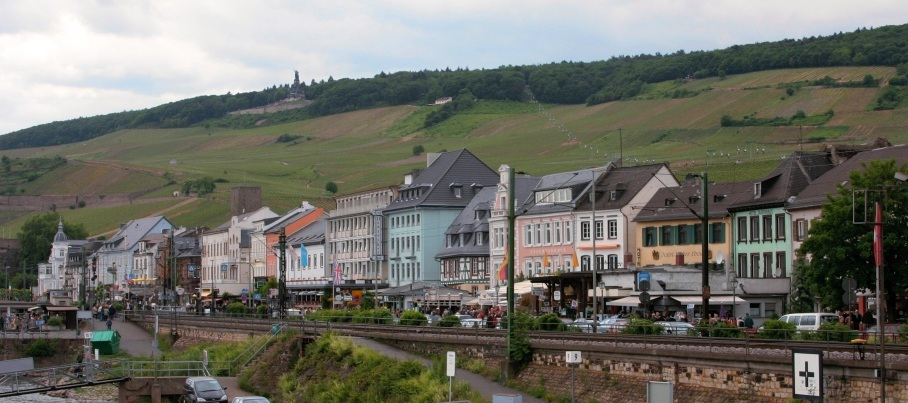
Vue de Rüdesheim am Rhein sur le Niederwald.

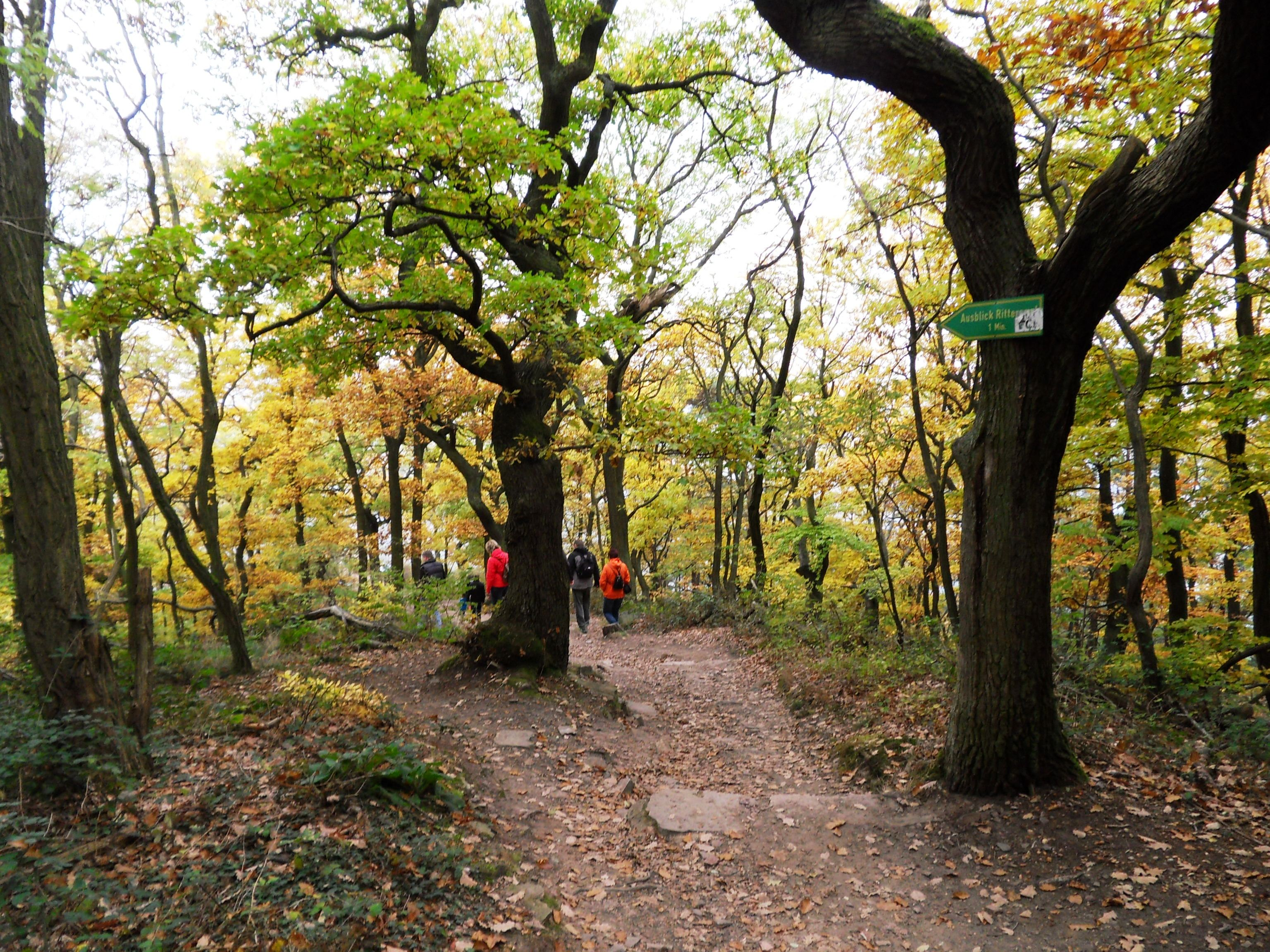
Accès au point de vue Rittersaal en passant par la forêt de chênes.

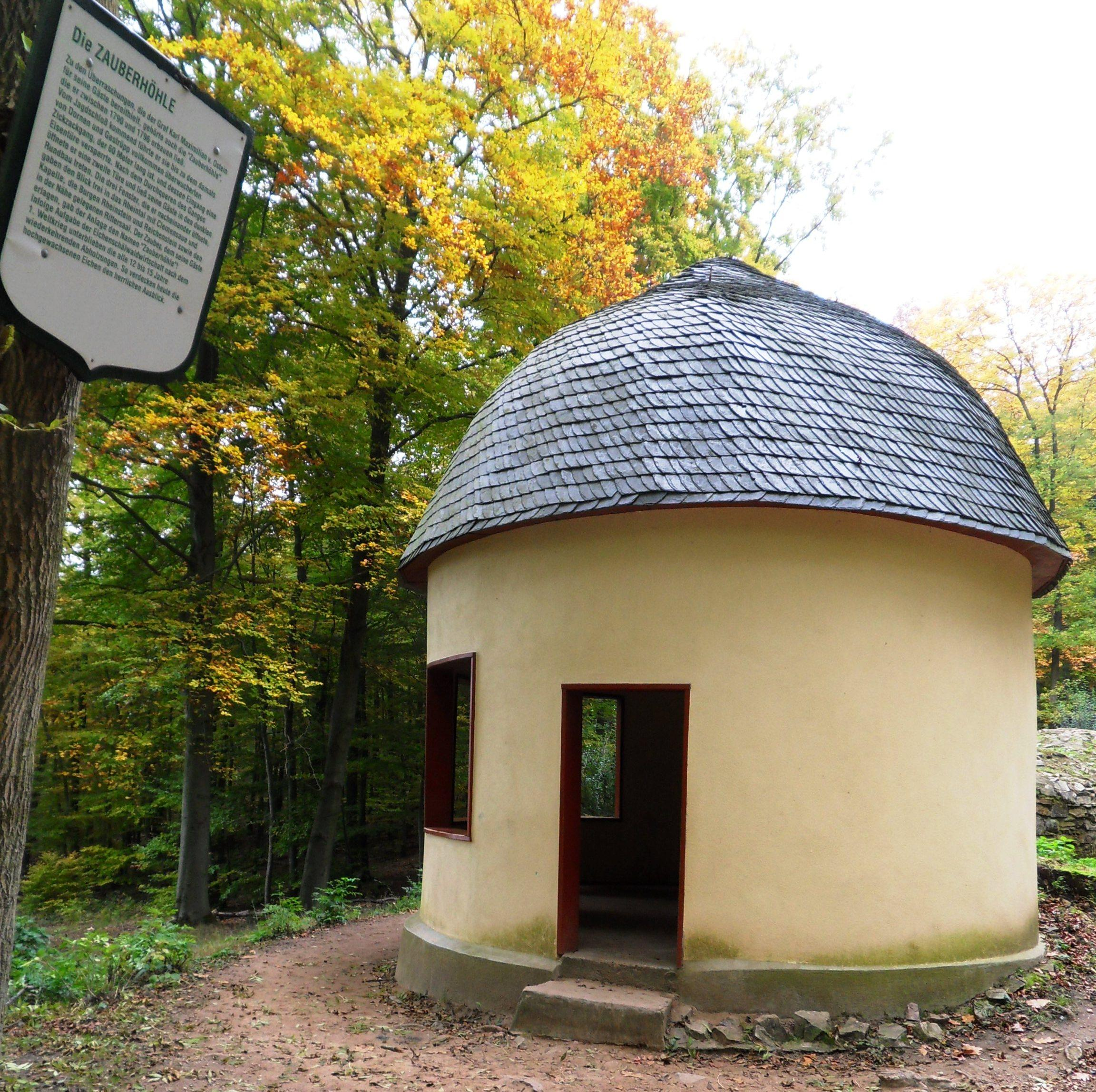
Panneau d'information près du point de vue Zauberhöhle.

Le Niederwald bei Rüdesheim est un espace forestier en Allemagne, situé dans la zone de moyenne montagne du Rheingaugebirge (de) au sud-ouest du hoher Taunus. D'orientation Est-ouest, il a une longueur de 3 km et une largeur de 1 km. Il atteint dans le nord-est le Taunushauptkamm (de) par le plateau de l'Ebental (de) dont il est séparé par la vallée du Eichbach qui se jette dans le Rhin entre Aulhausen et Assmannshausen. Le Niederwald est situé dans l'angle formé à l'entrée de la vallée du Rhin près du Binger Loch.

## Localisation et environs
Le Niederwald fait part du Rheingau et est situé sur le territoire de la ville de Rüdesheim. La colline la plus élevée est le Fichtenkopf avec 346 m. Tandis que le Niederwald lui-même ne connaît que des petites collines, la descente vers la vallée du Rhin au sud et à l'ouest est très raide. Cette région forestière est connue sous le nom de Landschaftspark Niederwald qui inclut également le Niederwalddenkmal et le Jagdschloss Niederwald et est un lieu d'intérêt touristique majeur.
La ruine Rossel est une rare ruine artificielle construite de toutes pièces par Johann Friedrich von Ostei vers 1794 dans son domaine de chasse.

## Histoire
Le Niederwald était un lieu de sylviculture rattaché au Château d'Ehrenfels. Des rapports forestiers des années 1587/88 témoignent du droit de propriété du Château. Il y avait un fief dans la forêt qu'on transforma plus tard en pavillon de chasse. Après la destruction pendant la Guerre de la Ligue d'Augsbourg, la ruine est abandonnée par le Chapitre de chanoines mayençais et la forêt vendue. Plusieurs propriétaires se succèdent dont l'un fait édifier un palais de chasse et la forêt est aménagée en parc de chasse.
En 1866, le Duché de Nassau est annexé par la Prusse et le Niederwald devient « Forêt d'État». Après la Seconde Guerre mondiale, le Land de Hesse est le successeur légal de la Prusse disparue. Aujourd'hui, le Niederwald fait partie du Staatsforst Rüdesheim, forêt domaniale d'État, et forme ainsi avec le Forstrevier Kammerforst le Forstamt Rüdesheim.
Encore quelques années après la première Guerre mondiale, on exploite dans le Niederwald l'écorce des chênes riche en tanin. À cause de l'abattage tous les 12 – 15 ans, cette forêt n'avait que des arbres jeunes (bas) d'où le nom de Niederwald (en français : forêt basse).